# Gary Gerbrandt
Gary Gerbrandt (né en 1992 à Kingston, Ontario) est un acteur de cinéma canadien. Son premier film était Un amour à New York (titre québécois : Heureux hasard) en 2001 et il y incarnait le rôle de Josh. Les autres films dans lesquels il a joué sont : L'École des champions (Les chevaliers du Bronx du Sud[réf. nécessaire]) (2005) et Things to do (2006).

## Filmographie partielle
- 2001 Un amour à New York
- 2005 L'École des champions (Les chevaliers du Bronx du Sud[réf. nécessaire]) : MD's Opt
- 2006 Things to do